# Hypodoxa interrupta
Hypodoxa interrupta är en fjärilsart som beskrevs av W. Warren 1902. Hypodoxa interrupta ingår i släktet Hypodoxa och familjen mätare. Inga underarter finns listade i Catalogue of Life.